# Cephaloidophora nigrofusca
Cephaloidophora nigrofusca is een soort in de taxonomische indeling van de Myzozoa, een stam van microscopische parasitaire dieren. Het organisme komt uit het geslacht Cephaloidophora en behoort tot de familie Cephaloidophoridae. Cephaloidophora nigrofusca werd in 1916 ontdekt door Watson.